# هینتشیتسه (ناحیه ناخود)
هینتشیتسه (به چکی: Hynčice) یک منطقهٔ مسکونی در جمهوری چک است که در ناحیه ناخود واقع شده‌است.